# Sillago bassensis
 Sillago bassensis és una espècie de peix de la família Sillaginidae i de l'ordre dels perciformes.

## Morfologia
Els mascles poden assolir els 33 cm de longitud total.

## Distribució geogràfica
És un endemisme del sud de la plataforma continental australiana.